# Attabeira Corona
L'Attabeira Corona è una struttura geologica della superficie di Venere.